# Best of Xenia (албум)
Best of Xenia (срп. Најбоље од Ксеније) је једини компилацијски албум српске поп певачице Ксеније Пајчин, издат 2006. године за Сити рекордс. На албуму се налазе две нове песме Нино и Дечко ми је уморан, за које су снимљени музички спотови, док су остале песме већ биле објављене на претходним студијским албумима. Песме Нино и Невен су ушле у топ сто видеа на српском јутјубу 2024. године, јер су постале популарне међу младима захваљујући друштвеној мрежи Тикток.

## Списак песама
| №   | Назив                                                      | Текст                         | Музика                                               | Трајање |  |
| 1.  | Дечко ми је уморан                                         | Марина Туцаковић              | Александар Перишић Ромарио, Срђан Чолић              |         |  |
| 2.  | Нино                                                       | Марина Туцаковић              | Ромарио, Срђан Чолић                                 |         |  |
| 3.  | Магије                                                     | Александар Митровић (музичар) | Александар Митровић                                  |         |  |
| 4.  | Невен                                                      | Страхиња Кнежевић             | Срђан Симић Камба                                    |         |  |
| 5.  | Шкорпија (са Бане 187)                                     | Ксенија Пајчин                | Александар Митровић                                  |         |  |
| 6.  | Ко још може (ремикс)                                       | Ксенија Пајчин                | Ксенија Пајчин                                       |         |  |
| 7.  | Мене не занима то                                          | Јасмина Нумић                 | Шанаја Твејн                                         |         |  |
| 8.  | Диван дан                                                  | Војислав Аралица              | Војислав Аралица                                     |         |  |
| 9.  | Свиђа ми се он                                             | Војислав Аралица              | Војислав Аралица делом Битлси, Оасис (музичка група) |         |  |
| 10. | Нова жена                                                  | Војислав Аралица              | Вуду Попај                                           |         |  |
| 11. | Ксенија је ту                                              | Горан Костић (музичар)        | Горан Костић                                         |         |  |
| 12. | Можда се не пробудим                                       | Биљана Спасић                 | Срђан Камба                                          |         |  |
| 13. | Why Did You Tell Me That You Love Me? (са Шела де Бласиан) | Ф. Мировић                    | Г. Рајшић                                            |         |  |